# Sakyō Komatsu
Sakyō Komatsu  (小松 左京?, Komatsu Sakyō), pseudonimo di Minoru Komatsu (Osaka, 24 gennaio 1931 – Osaka, 26 luglio 2011) è stato uno scrittore, sceneggiatore e regista giapponese.
Al pari di autori come Yasutaka Tsutsui e Shinichi Hoshi è stato uno dei maggiori esponenti della letteratura fantascientifica giapponese. Come Yasutaka Tsutsui, si aggiudicò nel corso della carriera sette premi Seiun (premio giapponese per le migliori opere fantasy e fantascientifiche) - quattro per il miglior romanzo, tre per il miglior racconto - nel 1971, 1973, 1974, 1976, 1978, 1983, 2007.
Ha collaborato (in un caso anche come regista) ad alcuni film tratti dai suoi scritti.

## Biografia
Nato come Minoru Sakyō Komatsu ad Osaka il 24 gennaio 1931, si è laureato all'Università di Kyoto dove studiava Letteratura italiana.

## Opere

### Romanzi
- Nihon apatchi zoku (日本アパッチ族?) (1964)
- Fukkatsu no hi (復活の日?) (1964)
- Asu dorobō (明日泥棒?) (1965)
- Esupai (エスパイ?) (1965)
- Hateshinaki nagare no hate ni (果てしなき流れの果てに?) (1966)
- Goemon no nippon nikki (ゴエモンのニッポン日記?) (1966)
- Mishiranu asu (見知らぬ明日?) (1969)
- Tsugu no wa dare ka? (継ぐのは誰か?) (1971) - Vincitore del Premio Seiun nel 1971 come miglior romanzo giapponese dell'anno
- Nihon chinbotsu (日本沈没?) (1973) - Vincitore del Premio Seiun nel 1974 come miglior romanzo giapponese dell'anno
- Dai mitei (題未定?) (1977)
- Kochira nippon... (こちらニッポン…?) (1977)
- Jikū dōchū hizakurige (時空道中膝栗毛?) (1977)
- Sora kara ochite kita rekishi (空から落ちてきた歴史?) (1981)
- Sayonara Jupitā (さよならジュピター?) (1982) - Vincitore del Premio Seiun nel 1983 come miglior romanzo giapponese dell'anno
- Toki ya sora chikyū no michiyuki (時也空地球道行?) (1988)
- Shuto Shōshitsu (首都消失?) (1985) - Vincitore del Premio Taisho nel 1985
- Kyomu kairō (虚無回廊?) (1987, 2000) (non finito)
- Nippon chinbotsu dai ni bu (日本沈没 第二部?) (2006), scritto con Kōshū Tani - Vincitore del Premio Seiun nel 2007 come miglior romanzo giapponese dell'anno

## Filmografia
- Pianeta Terra: anno zero (Nihon chinbotsu, 1973)
- Nihon chinbotsu (2006), remake del film del 1973